# Батальненська сільська рада
Бата́льненська сільська́ ра́да — адміністративно-територіальна одиниця та орган місцевого самоврядування в Ленінському районі Автономної Республіки Крим. Адміністративний центр — село Батальне.

## Загальні відомості
- Населення ради: 1 758 осіб (станом на 2001 рік)

## Населені пункти
Сільській раді були підпорядковані населені пункти:
- с. Батальне
- с. Южне
- с. Ячмінне

## Склад ради
Рада складалася з 16 депутатів та голови.
- Голова ради: Ручина Олена Володимирівна

### Керівний склад попередніх скликань
| Прізвище, ім'я, по батькові | Основні відомості                                                         | Дата обрання | Дата звільнення |
| --------------------------- | ------------------------------------------------------------------------- | ------------ | --------------- |
| Чернова Ольга Дмитрівна     | Сільський голова, 1954 року народження, член Партії регіонів              | 26.03.2006   | 31.10.2010      |
| Ручина Олена Володимирівна  | Сільський голова, 1960 року народження, освіта вища, член Партії регіонів | 31.10.2010   |                 |

Примітка: таблиця складена за даними сайту Верховної Ради України

### Депутати
За результатами місцевих виборів 2010 року депутатами ради стали:

#### За суб'єктами висування
| Суб'єкт висування                 | Кількість обраних депутатів | %    |
| --------------------------------- | --------------------------- | ---- |
| Партія регіонів                   | 11                          | 68,8 |
| Політична партія «Сильна Україна» | 3                           | 18,8 |
| Самовисування                     | 2                           | 12,5 |

#### За округами
| № округу                          | Прізвище, ім'я, по батькові       | Дата визнання обраним | Освіта             | Партійна приналежність                  | Відомості про обраного депутата                  |
| --------------------------------- | --------------------------------- | --------------------- | ------------------ | --------------------------------------- | ------------------------------------------------ |
| Партія регіонів                   |                                   |                       |                    |                                         |                                                  |
| 1                                 | Григор'єва Олена Миронівна        | 01.11.2010            | середня            | член Партії регіонів                    | будинок культури, с. Батальне, художній керівник |
| 2                                 | Мудрецький Мирон Михайлович       | 01.11.2010            | середня            | член Партії регіонів                    | , охоронец                                       |
| 3                                 | Полякова Світлана Анатолівна      | 01.11.2010            | середня            | член Партії регіонів                    | «Укрпошта», с. Батальне, поштарка                |
| 4                                 | Седько Наталія Стефанівна         | 01.11.2010            | середня            | член Партії регіонів                    | приватний підприємець                            |
| 6                                 | Будкова Наталія Вікторівна        | 01.11.2010            | середня            | член Партії регіонів                    | тимчасово не працює                              |
| 7                                 | Путченко Вікторія Євгенівна       | 01.11.2010            | середня            | член Партії регіонів                    | Батальнен-ська насосна станція, оператор         |
| 8                                 | Жукова Наталія Агасієвна          | 01.11.2010            | середня            | член Партії регіонів                    | приватний підприємець                            |
| 9                                 | Юнусова Улькер Емінівна           | 01.11.2010            | вища               | член Партії регіонів                    | Ленінська ЦРБ, лікар                             |
| 10                                | Гуленко Віктор Миколаєвич         | 01.11.2010            | середня            | член Партії регіонів                    | будинок культури, с. Батальне, директор          |
| 15                                | Вичівский Микола Олексійович      | 01.11.2010            | середня            | член Партії регіонів                    | с. Батальне, тракторист                          |
| 16                                | Панасенко Світлана Констянтинівна | 01.11.2010            | середня            | член Партії регіонів                    | тимчасово не працює                              |
| Політична партія «Сильна Україна» |                                   |                       |                    |                                         |                                                  |
| 11                                | Єременко Надія Іванівна           | 01.11.2010            | середня            | член Політичної партії «Сильна Україна» | Батальненська сільська рада, інспектор ВОС       |
| 12                                | Сейдалієва Гульсум Різаєвна       | 01.11.2010            | середня            | член Політичної партії «Сильна Україна» | тимчасово не працює                              |
| 14                                | Гуленко Свілана Вікторівна        | 01.11.2010            | середня спеціальна | член Політичної партії «Сильна Україна» | сільська бібліотека, завідувачка                 |
| Самовисування                     |                                   |                       |                    |                                         |                                                  |
| 5                                 | Османов Назім Ібраімовіч          | 01.11.2010            | середня            | позапартійний                           | тимчасово не працює                              |
| 13                                | Мудрецький Зиновій Михайлович     | 01.11.2010            | середня            | позапартійний                           | ЧСП «Золоте руно» с. Батальне, завідувач току    |